# 소켓 603

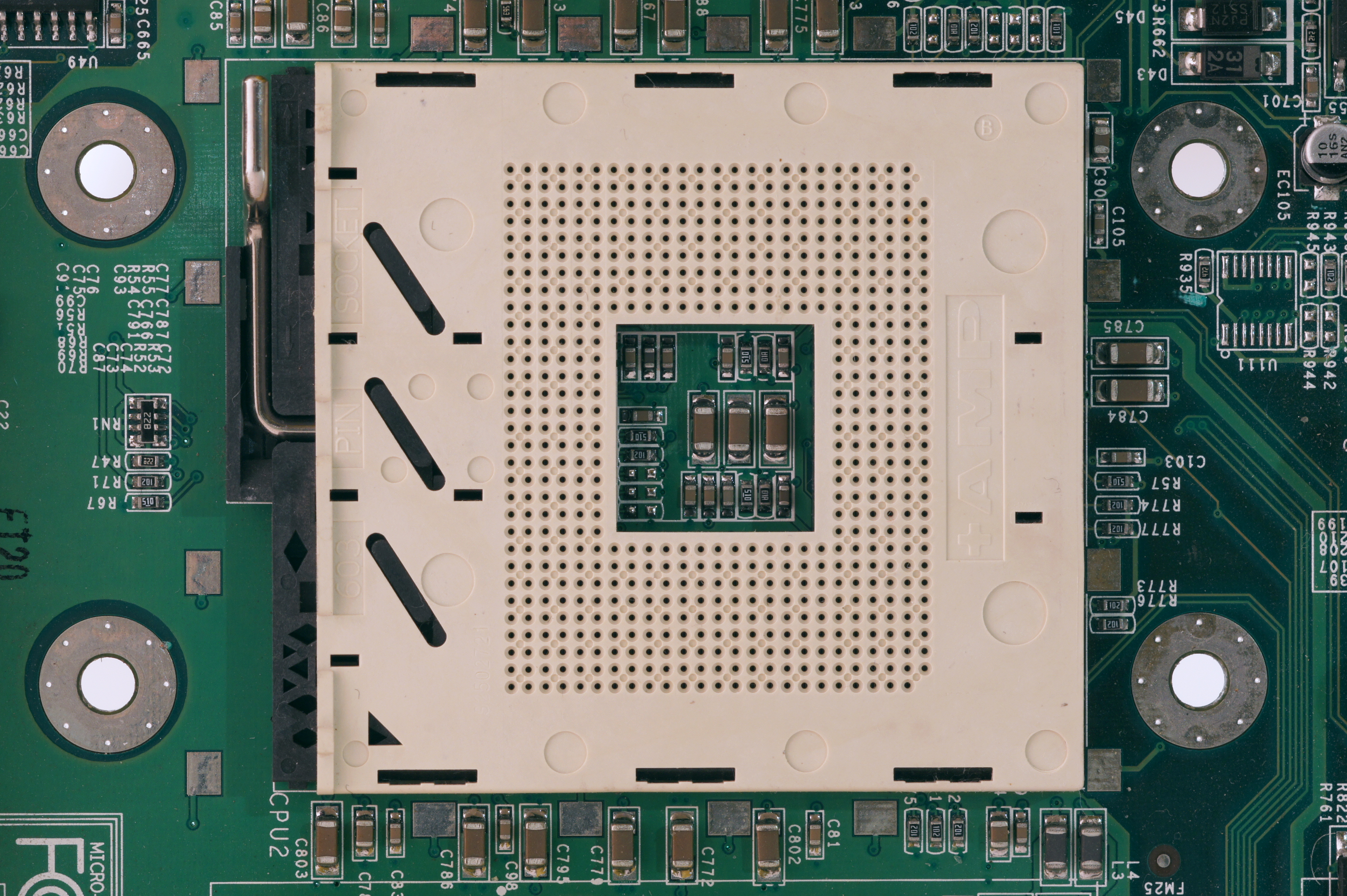
소켓 603

소켓 603은 인텔 제온 프로세서용 마더보드 소켓이다.

## 기술 사양
소켓 603은 인텔에서 워크스테이션 및 서버 플랫폼을 위한 ZIF 소켓으로 설계했다. 여기에는 소켓 중앙에 그리드로 배열된 603개의 접점이 포함되어 있으며, 각 접점은 603핀 프로세서 패키지와 결합하기 위해 일반 핀 배열과 함께 1.27mm 피치를 갖는다. 인텔의 설계 노트는 소켓 603과 소켓 604를 저비용, 저위험, 견고성, 대량 생산 가능, 다중 소스 가능으로 구별한다.
모든 소켓 603 프로세서는 400MHz의 버스 속도를 가지며 180nm 프로세스 또는 130nm 프로세스로 제조되었다. 소켓 603 프로세서는 소켓 604 설계 마더보드에 삽입할 수 있지만 소켓 604 프로세서는 하나의 추가 핀이 존재하기 때문에 소켓 603 설계 마더보드에 삽입할 수 없다. 소켓 603 프로세서의 범위는 1.4GHz ~ 3.2GHz이다.